# Paralacydes nigrilinea
Paralacydes nigrilinea là một loài bướm đêm thuộc phân họ Arctiinae, họ Erebidae.